# Marin Marais
Marin Marais (Paris, 31 de maio de 1656 — Paris, 15 de agosto de 1728) foi um compositor e gambista francês do período barroco.
Estudou composição com Jean-Baptiste Lully e frequentemente regia as óperas do mestre. Estudou viola da gamba com Monsieur de Sainte-Colombe por seis meses. Posteriormente foi contratado como músico do Palácio de Versailles em 1676. Teve sucesso como músico da corte e, em 1679, foi indicado ordinaire de la chambre du roy pour la viole, título que manteve até 1725.
Logo ingressou na orquestra da Ópera de Paris, destacando-se como virtuose da gamba - conhecido internacionalmente pela sonoridade e técnica soberbas - e compositor. Escreveu quatro óperas, mas ficou mais conhecido por sua imaginativa música instrumental, que abrange desde peças breves e simples a experimentos virtuosísticos em que faz uso de todos os tons. A partir de 1709, Marais retirou-se da vida pública.

## Biografia
Marin Marais nasceu no seio de uma família modesta: seus pais foram Vincent Marais, fabricante de sapatos, e Catherine Bellanger.
Em 1667, Marin Marais torna-se menino de coro da Saint-Germain-l'Auxerrois. Aí encontrará Michel-Richard Delalande (igualmente menino de coro) e Jean-François Lalouette, mestre de capela. Aos dezesseis anos, deixa voluntariamente Saint-Germain-l'Auxerrois e tenta aperfeiçoar-se com Sainte-Colombe na viola da gamba baixo, que ele tinha aprendido por ocasião de sua formação como menino de coro. Sainte-Colombe, sentindo-se talvez ameaçado pelo grande talento do jovem músico, teria dito, ao final de seis meses, não ter nada mais a lhe ensinar.
Titon du Tillet relata que Marin Marais , a partir daquele dia, ter-se-ia então escondido por baixo do gabinete de trabalho de Sainte-Colombe, instalado em seu jardim, para tentar desvendar os segredos do Mestre, mas teria sido descoberto e castigado por Sainte-Colombe, ao fim de algum tempo.
Marais entra, em seguida, na orquestra da Academia Real de Música, dirigida por Jean-Baptiste Lully, talvez graças à influência de Lalouette, que também trabalhava na orquestra.
Em 1676, casa-se com Catherine Darnicourt, com a qual terá tido (sempre segundo Titon du Tillet) dezenove filhos. Em todo caso, foram encontradas informações sobre doze crianças. Em 1679, é nomeado ordinaire de la chambre du roy pour la viole  ("músico permanente da câmara do rei para a viola "). Acumulará esse cargo com a carreira de músico da Ópera, durante quarenta anos.
Foi em 1685 que Marin Marais começou a escrever peças para viola da gamba; o primeiro livro aparece em 1686. E nesse mesmo ano retoma a escrita da cena de o Idylle dramatique, que obterá grande sucesso. Lamentavelmente, a partitura se perdeu, apenas seu texto foi encontrado.
A morte de Lully  dá aos compositores maior liberdade para tocar suas próprias obras. Marais escreve Alcide (libreto de Jean Galbert de Campistron), em colaboração com Louis Lully (filho mais velho de Jean-Baptiste Lully), que será apresentado em 1693, com grande sucesso.
Paralelamente, apresenta-se como gambista com outros músicos da corte não só para Luís XIV, mas também para membros da nobreza: o Duque da Borgonha, Madame de Montespan, Madame de Maintenon, Françoise d'Aubigné, entre outros). Em 1696, o abade de Coulanges  escreve a madame de Sévigné, comentando essas apresentações musicais:
"Os jovens, para divertir-se, dançaram ao som das canções, o que atualmente é grande moda na Corte. Tocava quem quisesse, e quem quisesse também ouvia o belo concerto de Vizé, Marais, Descoteaux e Philibert. Depois disso, chegou a meia-noite e o casamento foi celebrado na capela do hôtel de Créquy."
A coletânea Peças em trio para flautas, violinos e viola, publicado em 1689, mostra o repertório utilizado por Marais para esses concertos na corte.
Em 1701, Marais foi chamado para dirigir uma grande cerimônia em prol da cura do Delfim, reunindo 250 músicos e cantores, durante a qual foram interpretados, entre outros, dois de seus motetos: Domine salvum fac regem ("Ó Senhor, salvai o rei") e um outro cujo nome não ficou registrado.
Depois desse importante evento, tornou-se maestro permanente da Ópera, por volta de 1704. Ele escreverá ainda Alcyone, tragédia musical (representada em 1706), que  também terá grande sucesso.
A seguir, Marais conhece um período menos faustoso, com o fracasso de Sémélé, que será sua última obra lírica. Em outras paragens, novos e brilhantes violistas vêm contestar sua supremacia: Louis de Caix d’Hervelois e sobretudo Antoine Forqueray.
Em 1708, Marais solicita e consegue que seu filho mais velho, Vincent, assuma seu posto de violista na Corte real. Continua, contudo, a tocar na Corte até a morte de Luís XIV, depois da qual suas atividades se restringem muito. Não deixa, porém, de ensinar e de praticar seu instrumento e vive com alguma tranquilidade.  No dia 15 de agosto de 1728, quase que exatamente um ano após a morte de sua filha mais velha (4 de agosto de 1727), vem a falecer.

## Obras

### Instrumental

#### Peças para viola de gamba
Marais escreveu perto de 600 peças para viola, repartidas em 5 livros, cada um deles compreendendo, entre outras, uma quarentena de suítes, às vezes com pièces de caractères, como Tombeau pour Monsieur de Sainte-Colombe.
- Peças para uma e para duas violas (1686)
- Peças para uma e duas violas com aumento de muitas peças particulares em partição (1689)
- Peças de violas, Segundo livro (1701)
- Peças de viola, Terceiro livro (1711)
- Peças para uma e para três violas, Quarto livro (1717)
- Peças de viola, Quinto livro (1725)

#### Peças para trio
O músico foi um dos primeiros, em França, a escrever peças para trio.
- Peças para trio para flautas, violinos e viola (1692)
- A Gama e outros trechos de sinfonia para violino, viola e címbalo (1723)

### As tragédias líricas francesas
- Alcide (1693)
- Ariane et Bacchus (1696)
- Alcyone (1706)
- Sémélé (1709)

## No cinema e na literatura
- Tous les matins du monde, filme de Alain Corneau (baseado no romance de Pascal Quignard) (em francês).
- Tous les matins du monde (Todas as manhãs do mundo), romance de Pascal Quignard (1991) (em francês).
- La leçon de musique, ensaio de Pascal Quignard (1987)